# Юрий Иванович (князь козельский)
Юрий Иванович (ум. после 1408) — удельный князь козельский, сын Ивана Титовича козельского и Аграфены (Марии), дочери Олега рязанского.
Юрий получил в удел Елец, затем наследовал Козельск. К началу 1402 г. Юрий Иванович, унаследовавший после смерти отца Козельск, стал служить Москве, а козельский удел вошел в состав Московского княжества и был отдан «в кормление» князю Владимиру Андреевичу Серпуховскому. В 1406 году князь Юрий Иванович назван в числе бояр при составлении духовной Василия I. Князь Юрий Козельский в 1408 г. был московским воеводой в Ржеве.